# Cílená mutace
Cílené či adaptivní (někdy též "lamarckovská", "cairnsovská" nebo "selekčně indukovaná" mutace) mutace jsou takové genetické mutace, které může organismus (například v nouzovém případě změny teploty, hladiny živin či kyselosti) záměrně začít produkovat ve snaze přizpůsobit se na nové podmínky. Cílené mutace nebyly dosud úspěšně prozkoumány, ale z mnoha pozorování vyplývá, že v některých případech je organismy využívají; rychlost vzniku mutací totiž v extrémních podmínkách často neodpovídá pravděpodobnosti vzniku mutace za náhodných chyb meiózy a mitózy. Například v případě "hladu" přeměňuje E. Coli své DNA-polymerázy tak, že začínají číst DNA s chybami.
Speciální skupinou jsou řízené mutace, které by teoreticky měly organismy vyrábět ve speciálních podmínkách za účelem specifické adaptace. Pro takové mechanismy dosud nejsou dostatečné důkazy, nicméně s podobným principem (využívání běžně neexprimovaných genů) v posledních letech s úspěchem přichází epigenetika.